# Мортенсен, Дэйл
Дэйл Томас Мортенсен (англ. Dale T. Mortensen; 2 февраля 1939 — 9 января 2014) — американский экономист. Лауреат Нобелевской премии по экономике 2010 года, совместно с Питером Даймондом и Кристофером Писсаридесом, «за исследования рынков с поисковыми помехами».
Член Национальной академии наук США (2013).

## Биография
Бакалавр (1961) университета Уилламетт (Орегон); доктор экономики (1967) Университета Карнеги — Меллона. Преподавал в Северо-Западном университете (с 1965; профессор с 1975). Был президентом Общества экономической динамики (1996—2000). Лауреат премии Института экономики труда (2005). Лауреат Нобелевской премии по экономике 2010 года, совместно с Питером Даймондом и Кристофером Писсаридесом, «за исследования рынков с моделями поиска».

## Основные произведения
- «Поиск работы, длительность безработицы и кривая Филлипса» (Job search, the duration of unemployment and the phillips curve, 1970);
- «Распределение заработной платы: почему одинаковым людям платят по-разному» (Wage Dispersion: Why are Similar People Paid Differently, 2003).